# 너를 사랑한 시간
《너를 사랑한 시간》은 2015년 6월 27일부터 2015년 8월 16일까지 방영된 SBS 주말 특별기획 드라마이다. 지난 2011년 중화민국 인기 드라마 《아가능부회애니》를 원작으로 한 작품이다.

## 제작
이 작품은 당초 민효정 작가가 집필자로 낙점되었으나 시작 전에 정도윤 이하나 작가로 변경되었으며 연출진과의 제작 방향을 놓고 이들이 하차하자 5회부터는 공동작가팀 가일로 집필이 바뀌었다.
게다가, 임팩트 없는 전개 등의 이유 탓인지 기대 이하의 성적에 그쳤다.

## 줄거리
오랜 시간 동안 우정을 이어 온 두 남녀가 서른이 되며 겪게 되는 성장통을 그린 드라마.

## 등장 인물

### 주요 인물
- 하지원 : 오하나 역
- 이진욱 : 최원 역
- 윤균상 : 차서후 역
- 추수현 : 이소은 역

### 오하나의 가족
- 신정근 : 오정근 역
- 서주희 : 김수미 역
- 이주승 : 오대복 역

### 최원의 가족
- 진경 : 최미향 역

### 고등학교 동창들
- 강래연 : 강나영 역
- 이아린 : 정미 역

### 그 외 인물
- 최대철 : 윤 실장 역
- 최정원 : 주호준 역 - '티엔디슈즈' 직원, 하나의 전남친
- 우현 : 변우식 역 - '티엔디슈즈'의 이사
- 이동진 : 송민국 역 - 승무원
- 장성원 : 봉우진 역 - 승무원
- 서동건 : 장동건 역 - 승무원
- 홍인영 : 황빛나 역 - '티엔디슈즈' 디자인팀 직원
- 고원희 : 윤민지 역 - '티엔디슈즈' 직원
- 우희 : 홍은정 역 - '티엔디슈즈' 마케팅팀 대리
- 이청희 : '티엔디슈즈' 마케팅팀 직원 역
- 강동우 : '티엔디슈즈' 직원 역
- 서지연 : 티엔디슈즈 매장 직원 역
- 황미영
- 석보배 : '티엔디슈즈' 디자인팀 직원 역
- 이혜은
- 김지예
- 김보미
- 전재형 : 창수 역 - 하나와 최원의 친구
- 유재동 : 의사 역 - 하나와 최원의 친구
- 장세현 : 딜러 역 - 하나와 최원의 친구
- 이근욱
- 김동현
- 김수미
- 정혜윤
- 전금한
- 조선묵 : 윤민지의 아버지 역
- 현정아
- 육효명
- 신정아
- 김율리
- 박신혜 : 지하철녀 역
- 김수현
- 이서율
- 이태경
- 손영순 : 할머니 역
- 서정하
- 이주선
- 최선자 : 족발회사 회장 역
- 김상일 : 의사 역
- 황태호 : 휴대폰 매장 직원 역
- 안세호 : 족발회사 회장의 비서 역
- 유준홍 : 최원과 싸운 남학생 1 역
- 박원호 : 최원과 싸운 남학생 2 역
- 김화영 : 와인바 매니저 역
- 강소연
- 이연
- 문지환
- 최민주
- 민혜수 : 하나의 여행동아리 친구 역
- 오수민
- 김윤홍
- 김윤주
- 구슬아
- 강연정
- 이성득
- 김선혜
- 이용규
- 김강일 : JM대표 역
- 김광섭
- 김현

### 특별 출연
- 조영구 : 방송국 PD 역 (1회)
- 홍석천 : 대머리 승객 역 (1회)
- 김명수 : 기성재 역 - '티엔디슈즈' 신입 인턴 (2~4회)
- 추성훈 : 추성훈 역 (2회)
- 윤상현 : 윤상현 역 (2회)
- 장수원 : 고교시절 미팅남 역 (2회)
- 온주완 : 온주완 역 (2회)
- 박준면 : 구두매장 진상고객 역 (2회)
- 신은경 : 구연정 역 - '티엔디슈즈' 모델, 연예인 (3회)
- 황석정 : 강아지를 들고 탄 승객 역 (3회)
- 강예빈 : 오하나를 질투하는 여자 역 (7회)
- 박종훈 : 차서후의 스승 역 (7~16회)
- 박탐희 : 민지수 역 (11~14회)
- 김기현 : 노인 승객 역 (12회)
- 박두식 : 은대윤 역 (12~13회)
- 장희수 : 최원의 어머니 역 (15회)

## 시청률
아래의 파란색 숫자는 '최저 시청률'이고, 빨간색 숫자는 '최고 시청률'입니다.

시청률조사회사와 지역별로 시청률에 차이가 있을 수 있습니다. 
| 2015년      | 2015년      | 2015년         | 2015년       | 2015년         | 2015년         |
| 회차        | 방송일      | TNmS 시청률    | TNmS 시청률  | AGB닐슨 시청률 | AGB닐슨 시청률 |
| 회차        | 방송일      | 대한민국(전국) | 서울(수도권) | 대한민국(전국) | 서울(수도권)   |
| ----------- | ----------- | -------------- | ------------ | -------------- | -------------- |
| 제1회       | 6월 27일    | 6.5%           | 8.6%         | 6.7%           | 7.6%           |
| 제2회       | 6월 28일    | 6.1%           | 7.3%         | 6.6%           | 7.2%           |
| 제3회       | 7월 4일     | 6.2%           | 7.4%         | 6.7%           | 7.3%           |
| 제4회       | 7월 5일     | 5.8%           | 7.0%         | 7.1%           | 7.9%           |
| 제5회       | 7월 11일    | 7.3%           | 9.4%         | 7.1%           | 7.5%           |
| 제6회       | 7월 12일    | 5.8%           | 7.6%         | 7.0%           | 7.6%           |
| 제7회       | 7월 18일    | 6.8%           | 8.9%         | 5.4%           | 6.2%           |
| 제8회       | 7월 19일    | 6.1%           | 7.9%         | 6.2%           | 7.4%           |
| 제9회       | 7월 25일    | 6.2%           | 7.7%         | 6.6%           | 6.9%           |
| 제10회      | 7월 26일    | 5.3%           | 7.2%         | 5.5%           | 6.4%           |
| 제11회      | 8월 1일     | 5.9%           | 7.1%         | 5.9%           | 6.4%           |
| 제12회      | 8월 2일     | 5.0%           | 5.8%         | 4.7%           | 5.5%           |
| 제13회      | 8월 8일     | 5.6%           | 6.5%         | 5.7%           | 6.3%           |
| 제14회      | 8월 9일     | 5.6%           | 7.3%         | 6.1%           | 6.5%           |
| 제15회      | 8월 15일    | 5.0%           | 6.7%         | 6.2%           | 6.9%           |
| 제16회      | 8월 16일    | 5.6%           | 7.1%         | 6.4%           | 6.7%           |
| 평균 시청률 | 평균 시청률 | 6.0%           | 7.5%         | 6.2%           | 6.9%           |

## 수상
- 2015년 SBS 연기대상 뉴스타상 윤균상

## 같이 보기
- 징비록 (KBS 1TV, 2015년 2월 14일 ~ 2015년 8월 2일)
- 여왕의 꽃 (MBC TV, 2015년 3월 14일 ~ 2015년 8월 30일)